# 土師甥
土師 甥 （はじ の おい）は、飛鳥時代の官人。冠位は勤広参。

## 経歴
唐に留学していたが、天武天皇13年（684年）同じ留学生の白猪宝然とともに新羅経由で筑紫に帰国。この際に新羅は送使・大奈末（だいなま）および金物儒（こんもつぬ）を遣わせて、かつて白村江の戦いで唐に捕らえられていた捕虜2名（猪使子首・筑紫三宅得許）も送還している。
この出来事は大和政権にとって大事件であったとみられ、のちの持統天皇4年（690年）新羅の送使・大奈末と金高訓（こむかうくん）が日本から唐に留学していた学問僧を送還した際、新羅送使に対する饗応を、甥らと来日した新羅送使に対するものに準じて実施している。
文武天皇4年（700年）の大宝律令撰定の功により刑部親王以下19人が禄を与えられたが、この際に土師甥も報奨に与っている（この時の冠位は勤広参）。